# Phreatodrobia coronae
Phreatodrobia coronae är en snäckart som beskrevs av Robert Hershler och Longley 1987. Phreatodrobia coronae ingår i släktet Phreatodrobia och familjen tusensnäckor. IUCN kategoriserar arten globalt som otillräckligt studerad. Inga underarter finns listade i Catalogue of Life.